# 道格拉斯·本内特
道格拉斯·本内特（英語：Douglas Bennett，1918年9月13日—2008年6月28日），加拿大男子皮划艇运动员。他曾代表加拿大参加1948年夏季奥林匹克运动会皮划艇比赛，获得男子单人划艇1000米银牌。